# Nəcəfqulubəyli (Bərdə)
Nəcəfqulubəyli è un comune dell'Azerbaigian situato nel distretto di Bərdə. Conta una popolazione di 499 abitanti.